# Hucknall

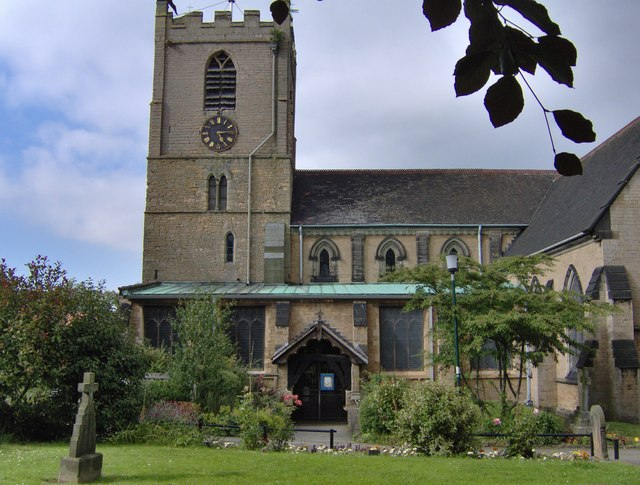
St.-Maria-Magdalena-Kirche, Hucknall

Hucknall ist eine Stadt im Distrikt Ashfield der Grafschaft Nottinghamshire, England, mit knapp 30.000 Einwohnern.
Früher auch als Hucknall Torkard bekannt, war die Stadt ein Zentrum des maschinellen Strickens und des Bergbaus. Heute ist sie Standort anderer Industrien und Wohnstadt für Nottingham.
In der St.-Maria-Magdalena-Kirche von Hucknall befindet sich die Familiengruft der Lords Byron auf Newstead Abbey. In ihr sind George Gordon Byron, 6. Baron Byron (1788–1824) und seine Tochter Ada Lovelace (1815–1852) bestattet.  

## Persönlichkeiten
- Ben Caunt (1815–1861), Boxer
- Eric Coates (1886–1957), Komponist und Bratschist
- Freya Christie (* 1997), Tennisspielerin